# Баранова (Ошибское сельское поселение)
Баранова — деревня в Кудымкарском районе Пермского края. Входила в состав Ошибского сельского поселения. Располагается на реке Муткыльта севернее от города Кудымкара. Расстояние до районного центра составляет 43 км. По данным Всероссийской переписи населения 2010 года, в деревне проживало 95 человек (45 мужчин и 50 женщин).

## История
По данным на 1 июля 1963 года, в деревне проживало 157 человек. Населённый пункт входил в состав Трапезниковского сельсовета.